# 48 сати свадба
48 сати свадба је српска ријалити-телевизијска емисија коју производи Emotion Production за РТС 1 (1—8. сезона), Пинк (9—10. сезона) и Прву српску телевизију (од 11. сезоне). У току емитовања 11. сезоне емисија је прешла на телевизију Б92. Емисија прати младенце који, након доласка водитеља емисије, имају 48 сати на располагању за читаву организацију своје венчање у трошку продукције емисије.  

## Радња
Емисију организује Emotion Production, а приказује љубавне парове који још нису ступили у брак или имали брачну церемонију (свадба) а имају жељу за тим. Емисија започиње доласком водитеља у дом учесника, који од тог тренутка имају на располагању 48 сати за организацију своје свадбе. Све трошкове сноси продукција емисије, док је на учесницима да се сложе око бирања сале за свадбу, одеће, хране, итд.